# APOLLO (PERSONZのアルバム)
『APOLLO』（アポロ）は、日本のロックバンド、PERSONZの13枚目のオリジナルアルバムである。今作をもってギタリスト田中詠司が脱退。

## 収録曲
1. ICE
　（作詞：JILL / 作曲：渡邉貢）
2. BELIEVER
　（作詞：JILL / 作曲：渡邉貢）
3. TOGETHER
　（作詞：JILL / 作曲：渡邉貢）
4. SURVIVAL
　（作詞：JILL / 作曲：JILL）
5. WISH
　（作詞：JILL / 作曲：渡邉貢）
6. 白い朝
　（作詞：JILL / 作曲：渡邉貢）
7. SAVE ME
　（作詞：JILL / 作曲：渡邉貢）
8. STAR
　（作詞：JILL / 作曲：渡邉貢）
9. BESIDE YOU
　（作詞：JILL / 作曲：渡邉貢）
10. DEAR FRIENDS ～21st version<Album Take>
　（作詞：JILL / 作曲：渡邉貢）

## 参加ミュージシャン
- 布袋寅泰 - ギター（DEAR FRIENDS ～21st version）
- 藤沼伸一（アナーキー） - ギター（WISH、STAR）

## 品番
- CD: TOCT-24547